# NGC 1200
NGC 1200 ist eine Elliptische Galaxie vom Hubble-Typ E/S0 im Sternbild Eridanus am Südsternhimmel. Sie ist schätzungsweise 179 Millionen Lichtjahre von der Milchstraße entfernt und hat einen Durchmesser von etwa 155.000 Lichtjahren.

Im selben Himmelsareal befinden sich u. a. die Galaxien NGC 1195, NGC 1196, IC 285, IC 287.
Die Typ-Ia-Supernova SN 2008R wurde hier beobachtet.
Das Objekt wurde am 27. November 1785 von dem deutsch-britischen Astronomen William Herschel entdeckt.